# ジャンボローニャ
ジャンボローニャ（Giambologna、1529年 - 1608年8月13日）は、後期ルネサンスまたはマニエリスムの彫刻家。生まれたときの名前はジャン・ブローニュ (Jean Boulogne)で、間違ってジョバンニ・ダ・ボローニャ (Giovanni da Bologna) またはジョバンニ・ボローニャ (Giovanni Bologna）と称されることもある。

## 生涯
フランドルのドゥエー（現在はフランス国内）で生まれた。アントウェルペンで建築家で彫刻家の Jacques du Broeucq に学び、1550年にイタリアに移り住み、ローマで特に古典古代の彫刻について詳細に学んだ。ミケランジェロにも大きな影響を受けたが、感情表現をやや強調し、表面の滑らかさや優雅さや美をさらに強調した独自のマニエリスム様式を発展させた。教皇ピウス4世の命で最初の大作であるネプトゥーヌスの巨大ブロンズ像を制作した。この像はボローニャのマッジョーレ広場にあるネプチューンの噴水 (en) に設置された（噴水全体は Tommaso Laureti が1566年に設計）。1553年フィレンツェに移り住んでから彫刻家としての最盛期を迎えた。10年後、メディチ家のコジモ1世大公が1563年1月13日に創設した Accademia delle Arti del Disegno の会員となった。ここで画家で建築家のジョルジョ・ヴァザーリの影響を受け、メディチ家の重要な宮廷彫刻家の1人となった。79歳のときフィレンツェで死去。メディチ家はジャンボローニャがオーストリアやスペインの宮廷に終身雇用されることを恐れ、彼をフィレンツェから一歩も出さなかった。サンティッシマ・アンヌンツィアータ教会にある自身の設計した礼拝堂に埋葬された。

## 作品
ジャンボローニャは動きを捉えるセンスと卓越した表面仕上げの技法でよく知られるようになった。中でもメルクリウス像（4バージョン制作している）は、ゼピュロスに支えられ片脚で立っている姿を描いている。この神像は片手を天に向かってあげており、古典古代によく見られる身振りを借用したもので、ジャンボローニャのマニエリスムの特徴となっている。
ジャンボローニャはウェヌス像も何度か制作しており、これが女神のプロポーションの規範となって、後のイタリアや北方の彫刻家に影響を与えることになった。彼はメディチ家のプロパガンダの一環として「ピサを征服したフィレンツェ」像などの寓意像も制作している。フランチェスコ1世・デ・メディチの命で制作した「サムソンとペリシテ人」（1562年）も同様の意図があるとされている。
有名な「サビニの女たちの略奪」（1574年 - 1582年）は、3人の人物が複雑に絡み合った様を描いた意欲作である。なお、この題名はフィレンツェのシニョリーア広場にあるロッジア・ディ・ランツィに展示することが決まってから付けられたものである。「ヘーラクレースとネッソス」（1599年）も力作である。こちらもロッジア・ディ・ランツィにある。
また、これもフィレンツェにあるコジモ1世の騎馬像は、弟子のピエトロ・タッカが完成させた。
ジャンボローニャは、フィレンツェのボーボリ庭園やヴィラ・ディ・プラトリーノの庭園用に多数の彫像を制作している。またピサ大聖堂の青銅製の扉も制作した。Villa di Castello の庭園には様々な動物を彫刻した習作があったが、その多くはバルジェロ美術館に展示されている。彼の代表作を縮小して再現したブロンズ像が当時から作られており、ジャンボローニャの名声が低下したことがないため、常に高値で取引されてきた。

### ギャラリー

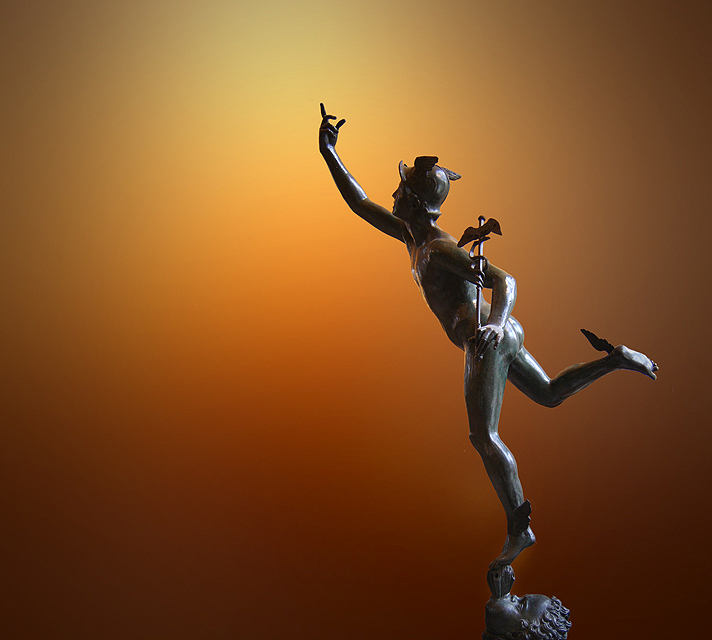
「メルクリウス」像
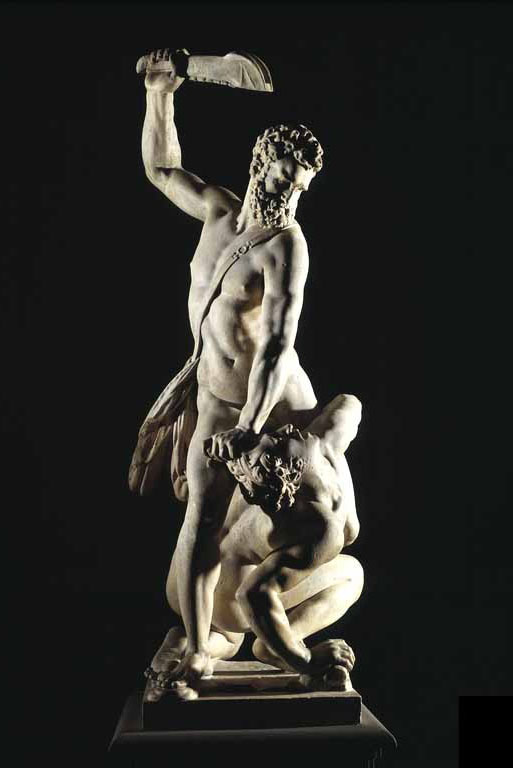
「サムソンとペリシテ人」1562年ごろ
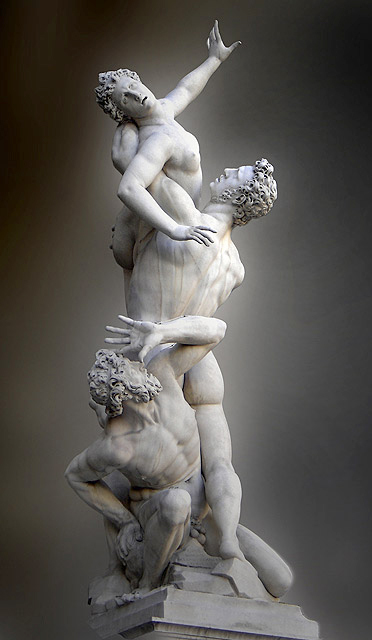
「サビニの女たちの略奪」(1574-82)、フィレンツェ。題名は完成後に付けられたもの
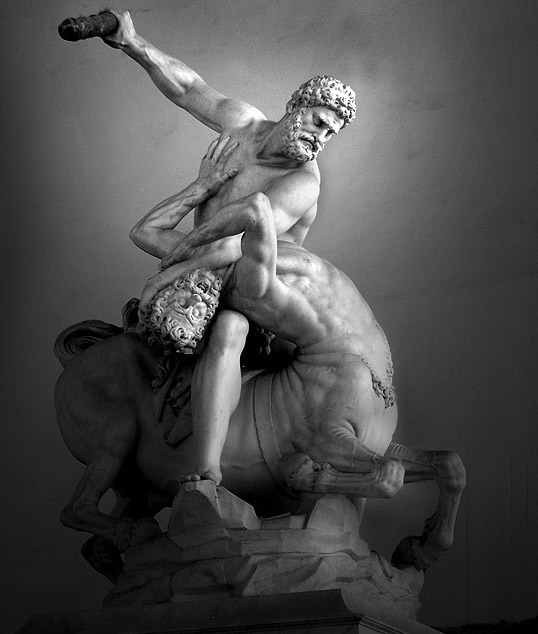
「ヘーラクレースとネッソス」(1599)、フィレンツェ
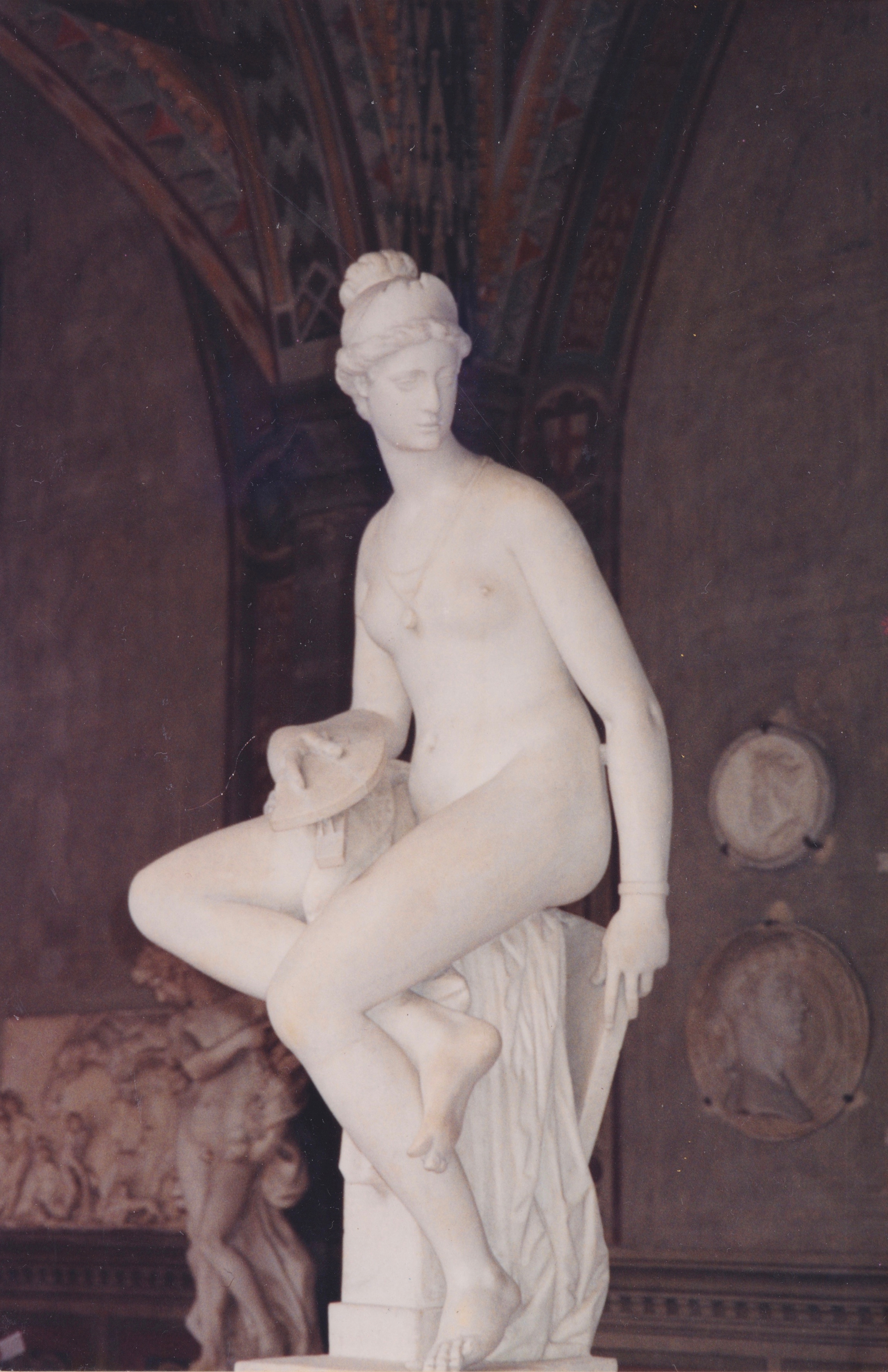
L'Architettura（バルジェロ美術館）。ジャンボローニャの理想の女性像である手足の長い女性の彫像の一例。
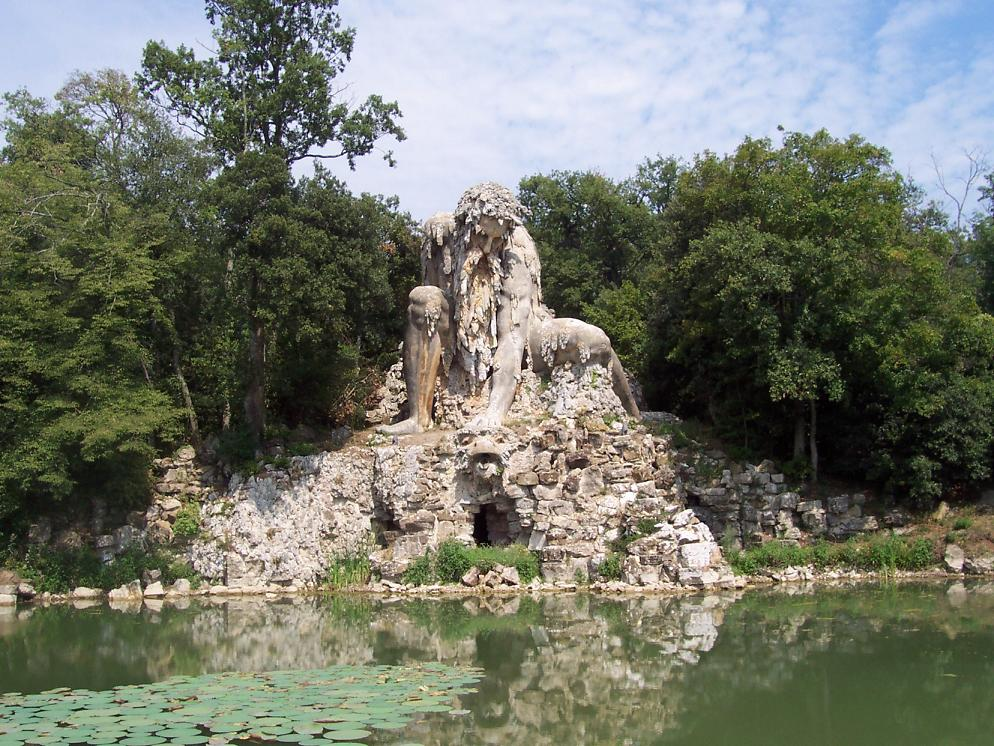
「アペニン山の巨像（フランス語版）」

## 影響
ジャンボローニャには次のような弟子がおり、彼らが活躍することでジャンボローニャが後の彫刻界に大きな影響を与えることになった。
- アドリアーン・デ・フリース
- ピエトロ・フランカヴィッラ - 1601年にジャンボローニャのアトリエを離れ、パリに移住。
- ピエール・プジェ - 北ヨーロッパにジャンボローニャのマニエリスムを広めた。
- ピエトロ・タッカ - ジャンボローニャのフィレンツェの工房を受け継いだ。

さらに間接的にジャン・ロレンツォ・ベルニーニやアレッサンドロ・アルガルディに影響を与えている。